# Neues Schloss Hummelshain, Jagd- und Residenzschloss

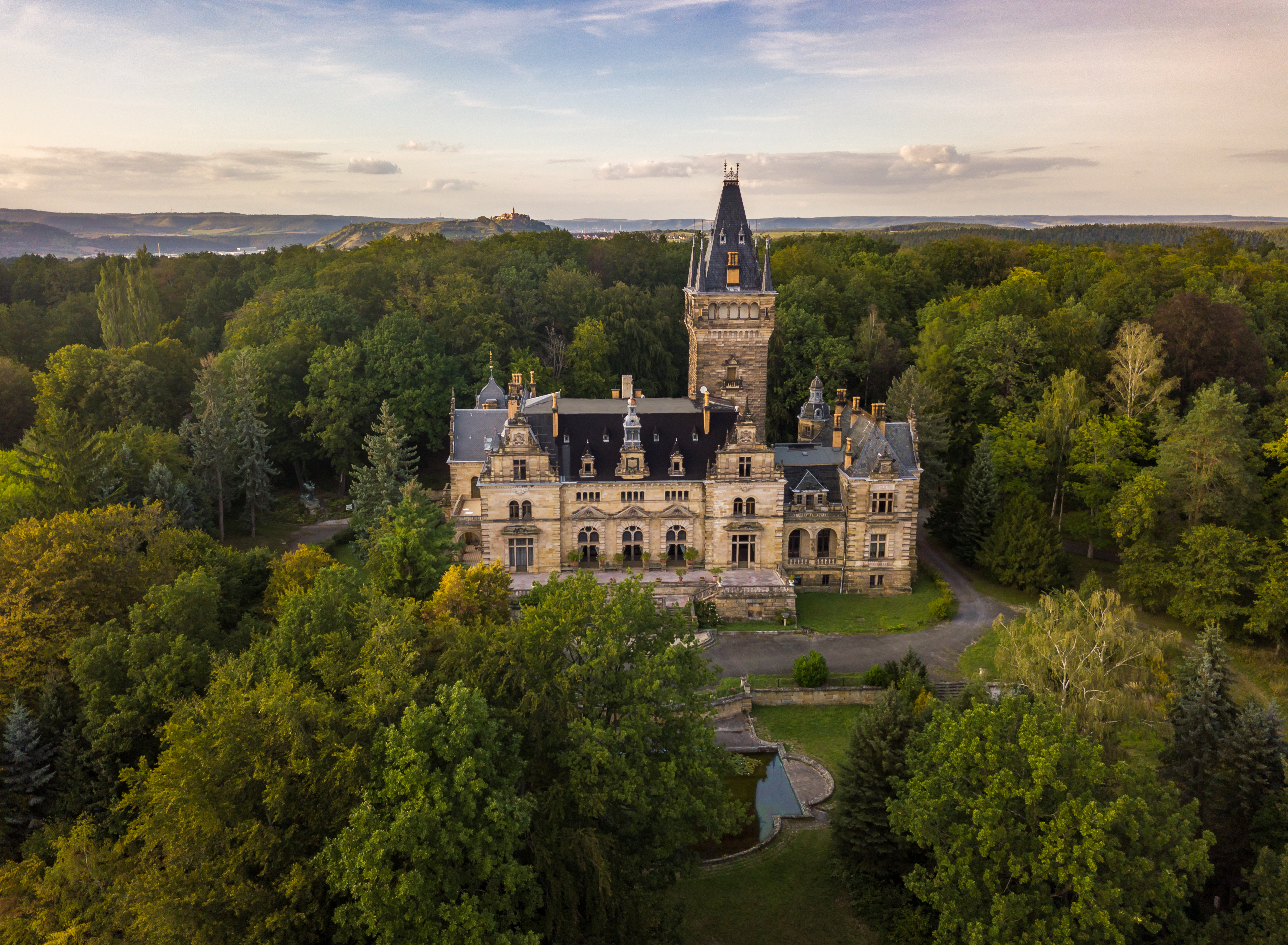
Schloss Hummelshain von Süden, im Hintergrund die Leuchtenburg und die Stadt Jena

Das Neue Schloss Hummelshain ist ein Schloss in der Gemeinde Hummelshain im Saale-Holzland-Kreis in Thüringen. Es wurde 1880–85 als Jagd- und Residenzschloss der Herzöge von Sachsen-Altenburg durch die Berliner Architekten Ernst von Ihne und Paul Stegmüller errichtet und gilt als herausragendes Zeugnis der Baukunst des Historismus. Es ist der letzte landesherrliche Residenz-Neubau in Thüringen. und markiert somit den Schlusspunkt einer kulturellen Epoche.
2017 wurde es durch die Bundesbeauftragte für Kultur und Medien als Baudenkmal von nationaler Bedeutung eingestuft und in das Denkmalpflegeprogramm „National wertvolle Kulturdenkmäler“ aufgenommen, um für das vom Verfall bedrohte Schloss nachhaltige Sicherungsmaßnahmen zu ermöglichen.

Großer Saal im Neuen Schloss Hummelshain

## Geschichte

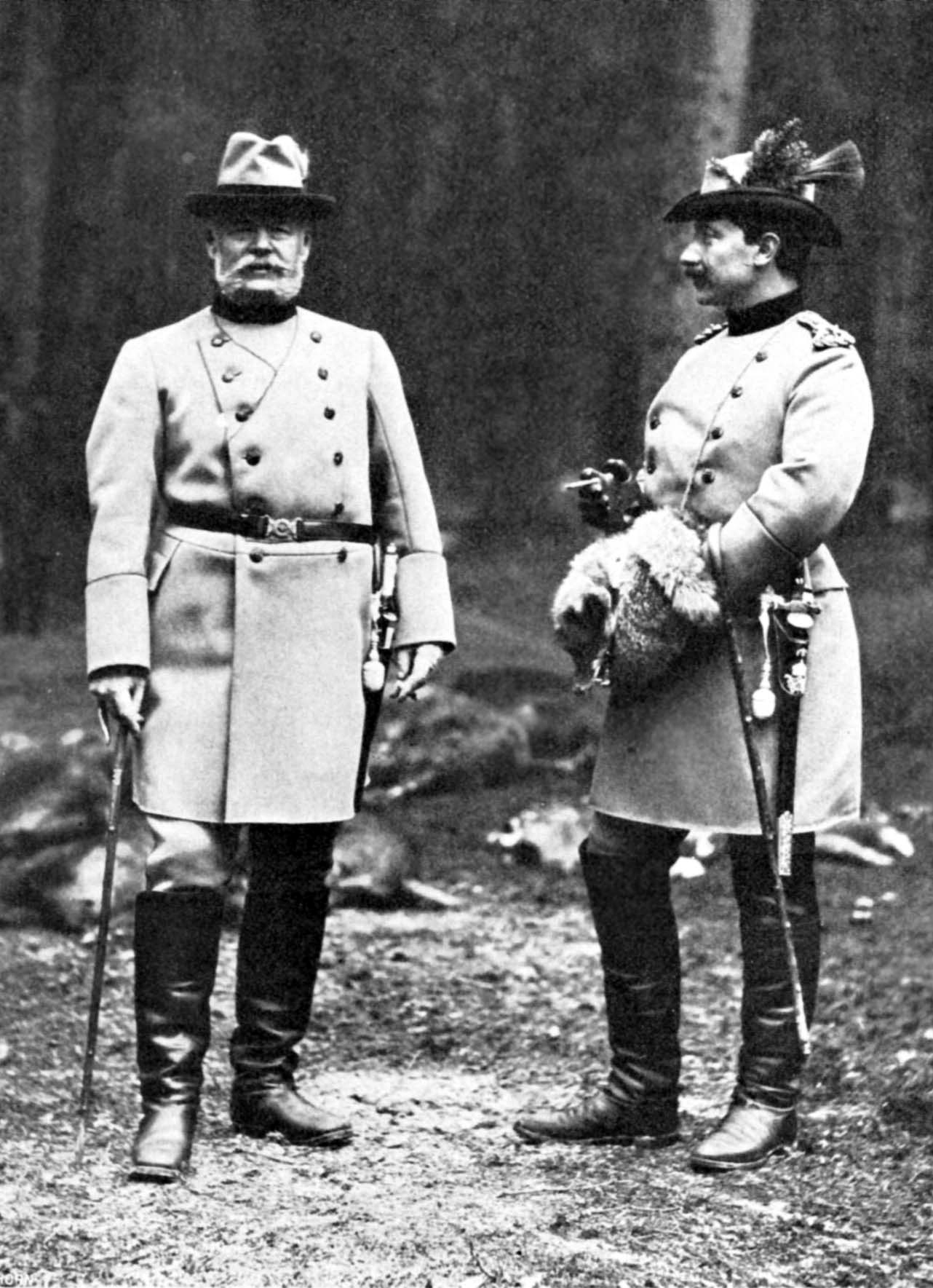
Kaiser Wilhelm II. (rechts) an der Seite Herzog Ernst I. 1891 bei einer Jagd in Hummelshain

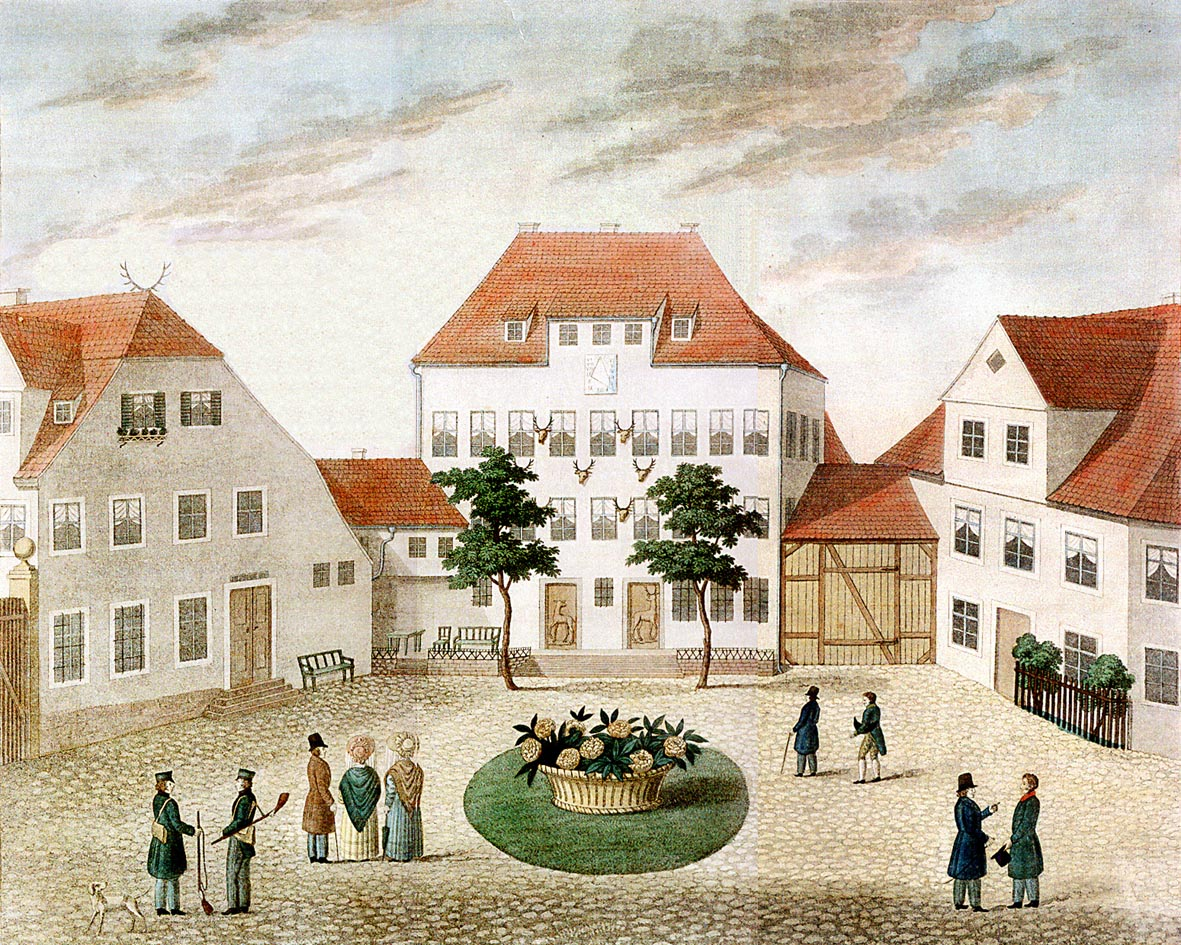
Das "Herzogliche Jagd- und Lustschloß zu Hummelshayn" um 1830, heute das Alte Schloss genannt

Die wald- und wildreiche Umgebung von Hummelshain war seit dem ausgehenden Mittelalter ein Zentrum der landesherrlichen Jagd, zunächst der wettinischen Kurfürsten und Herzöge, dann der Herzöge von Sachsen-Gotha und Altenburg sowie von Sachsen-Altenburg. Spätestens seit dem 15. Jahrhundert gab es im Ort einen kurfürstlichen Jagdhof, 1509/10 wurde unter Kurfürst Johann Friedrich dem Großmütigen ein neues Jagdhaus errichtet, 1668–70 entstand unter Herzog Friedrich Wilhelm von Sachsen-Altenburg das heutige Alte Schloss. Seit der Neugründung des Herzogtums Sachsen-Altenburg 1826 wurde Hummelshain schrittweise zur Sommerresidenz ausgebaut.
Nachdem 1872 ein Flügel des Alten Schlosses abgebrannt war, begannen unter Herzog Ernst I. von Sachsen-Altenburg die Planungen für einen Schlossneubau. Den romantischen Standort, einen auf einer Anhöhe gelegenen alten Eichen- und Buchenbestand, hatte der Gartenkünstler Eduard Petzoldt vorgeschlagen. Bis zum Ende der Monarchie war das Hummelshainer Schloss bevorzugter Sommeraufenthalt der Altenburger Herzöge und deren Familien und Mittelpunkt der alljährlichen Hofjagden, 1891 und 1894 u. a. mit Kaiser Wilhelm II.
1920 erwarb der Pößnecker Fachzeitschriftenverlag Carl Gustav Vogel das Neue Schloss. 1944 wurde es beschlagnahmt und bis 1945 als Lazarett der REIMAHG genutzt. Ab 1947 bis 1992 war im Schloss ein Jugendheim untergebracht, später ein Jugendwerkhof, der 1992 geschlossen wurde.
Im Jahr 1998 verkaufte der Freistaat Thüringen das Schloss an ein Leipziger Unternehmen, das hier eine Forschungseinrichtung etablieren wollte. Die Pläne scheiterten jedoch; da das Unternehmen seinen Sanierungsverpflichtungen nicht nachkam, setzte der Verfall des Schlosses ein.

## Schlossensemble
Das Neue Schloss ist Teil eines historischen Ensembles, zu dem das Alte Schloss, das Jagdzeughaus (später Marstall), das Kutscherhaus, das Hofgärtnerhaus, das Teehaus, das Alte Gut, das Herzogliche Post- und Telegraphenamt, das Maschinenhaus der Wasserversorgung sowie der Schlosspark, das Jagdhaus Siebshaus und die barocke Jagdanlage am Rieseneck mit dem Lustschlösschen Herzogstuhl gehören. Neben den beiden Schlössern sind bis heute nahezu alle Funktions- und Nebengebäude der einstigen Jagd- und Sommerresidenz erhalten geblieben. In der Schlösserlandschaft Thüringens ist kaum ein anderer Ort derart auf die Jagd bezogen wie Hummelshain.

## Architekten

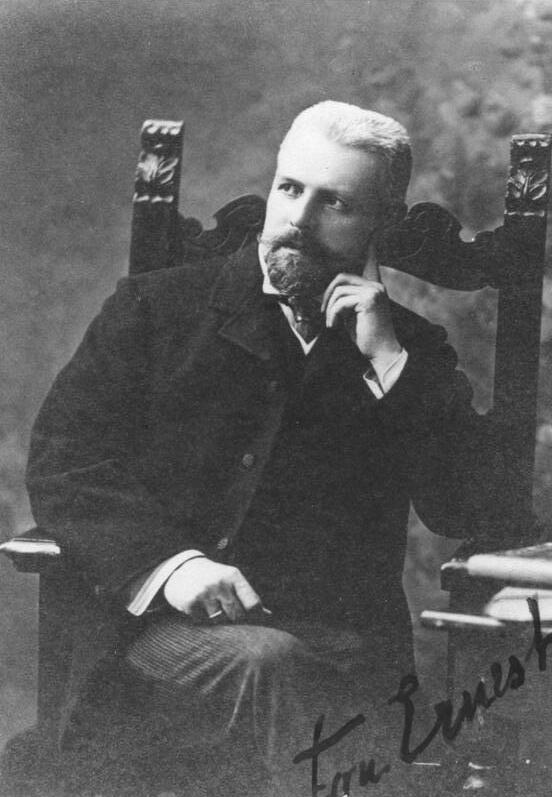
Ernst von Ihne, 1900

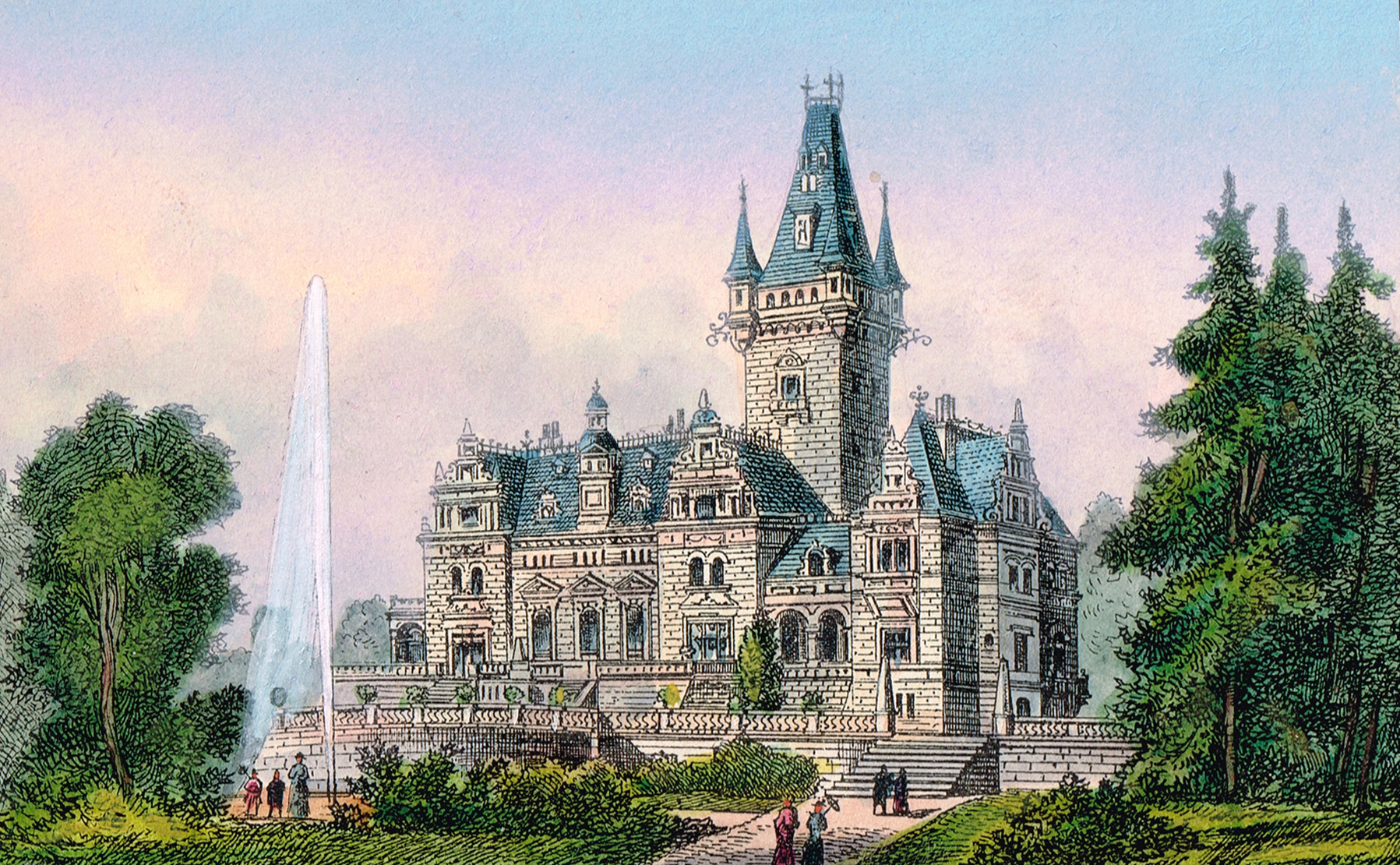
Das Neue Schloss von Süden um 1890

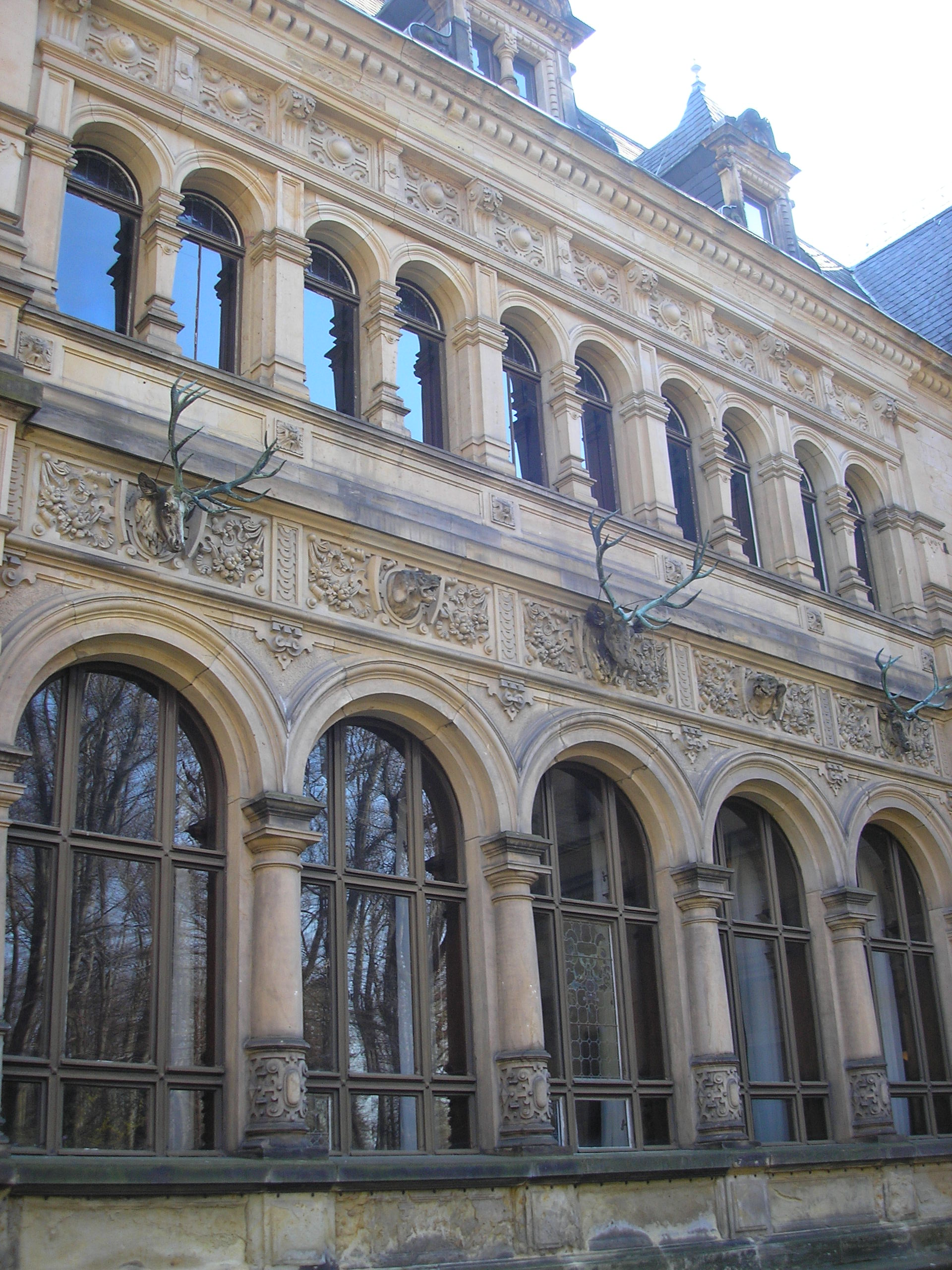
Nordfassade, Detail

Im April 1879 ging der Auftrag zum Bau des Neuen Schlosses an den noch weitgehend unbekannten, doch von Kronprinzessin Victoria, der Mutter des späteren Kaisers Wilhelm II., geschätzten Berliner Architekten Ernst von Ihne und dessen Partner Paul Stegmüller. Ihne, der in England aufgewachsen war und u. a. an der École des Beaux-Arts in Paris studiert hatte, war einer der bestausgebildeten Architekten seiner Zeit. Zusammen mit Stegmüller plante er nicht nur den Schlossbau selbst, sondern entwarf auch die Innenausstattung sowie das gesamte Mobiliar. Für die Bauausführung wurde der Leipziger Hofbaumeister Otto Brückwald gewonnen, Schöpfer des Altenburger Hoftheaters und des Festspielhauses in Bayreuth. Weit über ihren offiziellen Auftrag hinaus, ein Schloss im damals bevorzugten Stil der deutschen Renaissance zu schaffen, nutzten Ihne und Stegmüller die vom Bauherren gewährte künstlerische Freiheit, indem sie eine Vielzahl weiterer Stilelemente der europäischen Architekturtradition gekonnt einsetzten. Sie schufen ein reich geschmücktes, doch nicht überladen wirkendes Bauwerk, das – harmonisch in die umgebende Parklandschaft komponiert – bis heute durch seine malerische Ausstrahlung besticht. Für Ihne wurde es zum Ausgangspunkt einer Architektenkarriere. Als Hofbaumeister und Hofarchitekt des Kaisers ging er mit seinen monumentalen Berliner Staatsbauten wie dem Neuen Marstall und der Nationalbibliothek „Unter den Linden“ in die Architekturgeschichte ein. Mehrere seiner Werke wie das Berliner Bode-Museum und der Kaiserbahnhof in Potsdam gehören heute zum UNESCO-Weltkulturerbe.

## Baubeschreibung
(Quelle)

### Äußere Gestalt
Das äußere Erscheinungsbild wird durch die verwendeten gelbgrauen Sandsteine geprägt, mit denen der Ziegelrohbau vollständig verkleidet ist. Für die umlaufende rustizierte Sockelzone wurde grobkörniger Postaer Elbsandstein verwendet. Die darüber liegenden zwei Etagen sind mit glatten Quadern aus feinkörnigem Seeberger Sandstein sowie Elbsandstein aus Postelwitz in unregelmäßigem waagerechtem Fugenschnitt verkleidet. Zum Gesamteindruck des Schlosses trägt die reich gegliederte und geschmückte Dachlandschaft maßgeblich bei.

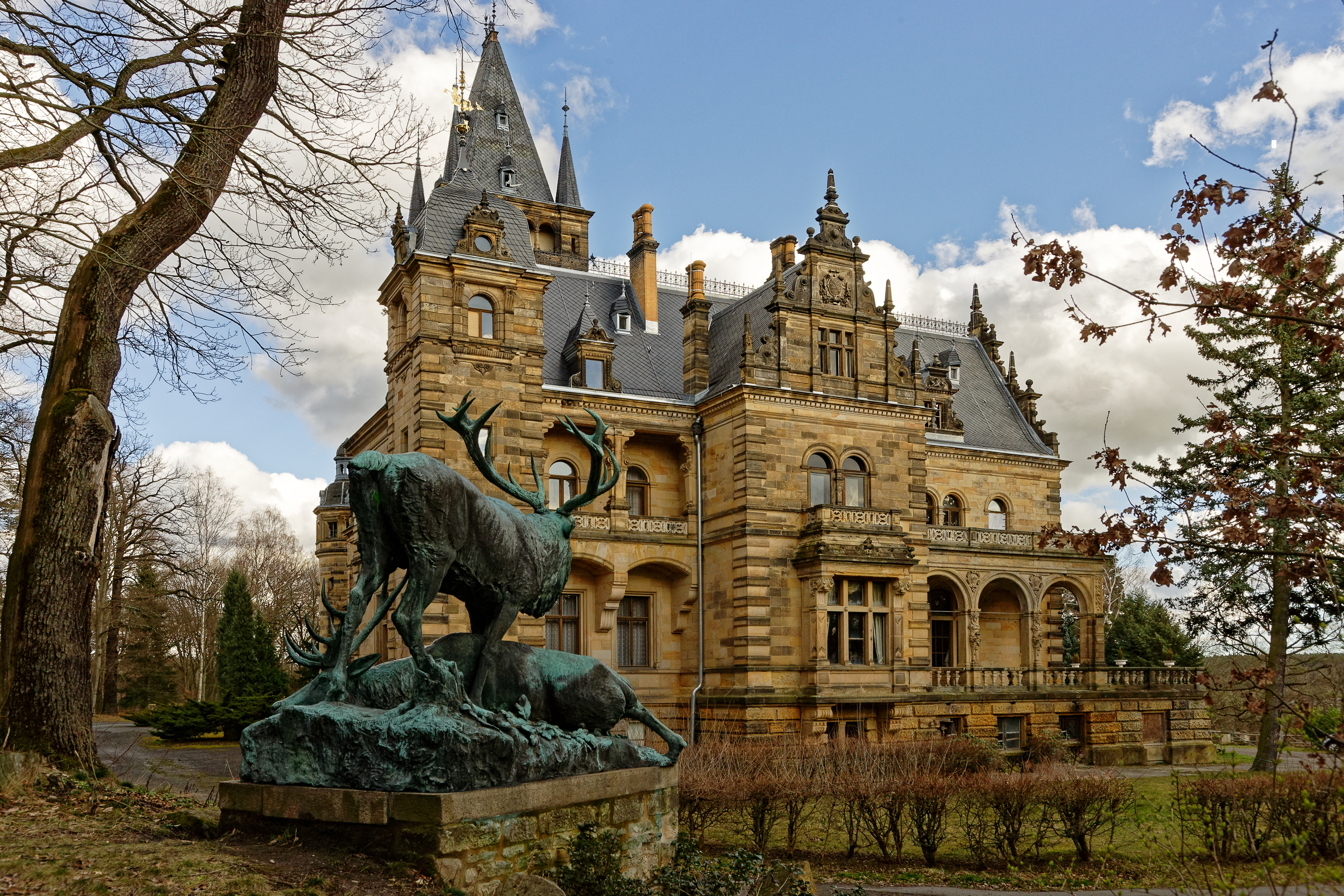
Westflügel des Neuen Schlosses mit Denkmal Hirschgruppe

Die Nordfassade wird vom monumentalen 42 m hohen Hauptturm, den kleineren Ecktürmen und den dazwischen liegenden Baukörpern von unterschiedlicher Geschosshöhe geprägt. Hier fällt die am Schloss vielfach anzutreffende gestalterische Asymmetrie besonders ins Auge. Der Hauptturm im gotischen Stil ist wie der Sockel mit grob behauenen Sandsteinquadern verkleidet. Die von zwei Landsknechten flankierte Turmuhr wurde vom Berliner Bildhauer Otto Lessing entworfen. Der sich rechts anschließende Mittelflügel ist mit zwei Fensterreihen im Stil der italienischen Renaissance arkadenartig gestaltet. Dazwischen befindet sich ein aufwändiger Schmuckfries mit fünf Feldern, die im Wechsel plastisch gestaltete Köpfe von Hirschen und Jagdhunden zeigen.
Der Westflügel mit den Wohn- und Repräsentationsräumen wird durch einen stark aus der Front heraustretenden Risalit und den Badeturm mit barocker Haube dominiert. Mehrere Balkone, geschmückte Erker und Balustraden lockern die Fassade auf. Besonders fällt die mit einem Deckenmosaik geschmückte Loggia am Empfangszimmer ins Auge. Wie die Nord- und Westseite ist auch die breit gelagerte Südfassade als Schaufassade gestaltet. Zwei Risalite mit den für die Renaissance typischen Stufengiebeln mit Voluten und Obelisken bestimmen das Bild. Sie flankieren den Festsaal, dessen drei Fenstertüren von Dreiecksgiebeln bekrönt werden. Dem Festsaal vorgelagert ist eine fast die ganze Breite des Schlosses Terrassenanlage, welche die Verbindung zum Park herstellt.

### Die wichtigsten Räume

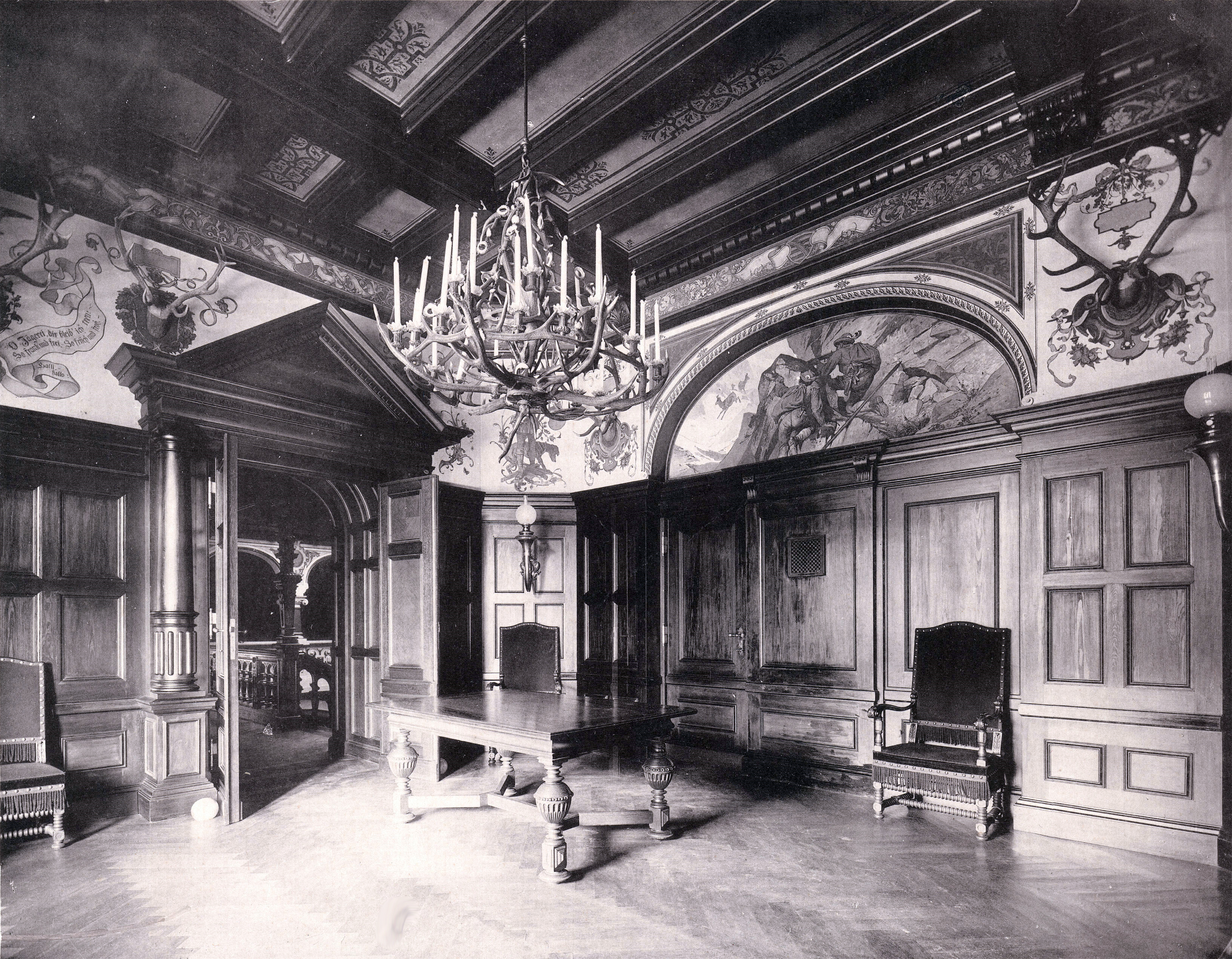
Das Jägerzimmer, Originalzustand 1897

Die aufwändige Innengestaltung des Schlosses nach den Entwürfen des Ateliers Ihne & Stegmüller nahm drei Jahre in Anspruch und stellte in der Kostenrechnung den größten Einzelposten dar. Während die – ebenfalls von Ihne & Stegmüller geschaffene – Möblierung verloren ging, ist die raumfeste Ausstattung der Repräsentationsräume größtenteils erhalten. Der Speisesaal hat einen ovalen Grundriss. Das Eisenberger Wappen am Mittelfenster erinnert daran, dass die gesamte Bogenfensterreihe ursprünglich mit den Wappen wichtiger Städte des Herzogtums geschmückt war. Von hier gehen Durchgänge zum Westflügel und zum Festsaal ab.
Der Festsaal ist mit 150 m2 der größte Raum des Schlosses und reicht über eineinhalb Etagen. Wände und Decke sind mit Eichenholz vertäfelt. Über den großen, repräsentativen Saaltüren an der Ost- und Westseite liegen die Orchesterlogen. Unterhalb der mit Rosetten verzierten Decke befindet sich ein Wandfries von Woldemar Friedrich. Ein besonderer Schmuck des Raumes ist der große Kamin mit Säulen aus griechischem Serpentinit. Dem Festsaal schließt sich nach Westen das Empfangszimmer des Herzogs an. Die Nordwand ziert ein Kamin, der von Pilastern flankiert wird. Die Decke ist aus Eichenholz; in den Feldern sind Rosetten im Wechsel mit den Initialen des Herzogs aus Kupfer angebracht. Der Raum besitzt Ausgänge zu den Wohn- und Arbeitsräumen sowie zur Terrasse und zur Loggia.
Auf der gegenüberliegenden Seite des Festaales befindet sich das Empfangszimmer der Herzogin. Wegen des fast die gesamte Stirnwand ausfüllenden venezianischen Spiegels wird es auch Spiegelzimmer genannt. Der unter dem Spiegel eingebaute Kamin wurde aus blauem Marmor gefertigt. Die Wandverkleidungen bestehen aus hellem Holz, teilweise mit Goldfarbe versehen.
Repräsentative Treppenhäuser im Ost- und Westflügel stellen die Verbindung zwischen Hochparterre und 1. Obergeschoss her. Das ovale Treppenhaus des Westflügels ist mit einer eleganten Wendeltreppe ausgestattet, die ohne Stützpfeiler konstruiert ist. Im Ostflügel führt eine nach rechts geschwungene Treppe zum Obergeschoss. Die Südwand war mit dem großformatigen Fresco „Das Leben der Diana“ von Ernst Johannes Schaller geschmückt.
Im 1. Obergeschoss, über dem Speisesaal gelegen, befindet sich das Billardzimmer. Dessen Decke ist mit einer umlaufenden Kehle versehen. Die Felder der Kehle wie auch der Decke sind mit Ranken, Blattwerk und Figuren bemalt. Das sich anschließende Jägerzimmer besitzt eine hochgezogene Wandvertäfelung aus dunklem Holz. Die Wandflächen sind mit jagdlichen Motiven und weidmännischen Sprüchen bemalt und waren mit Trophäen des jagdbegeisterten Bauherren dekoriert. Im 1. Obergeschoss war – neben weiteren Wohn- und Schlafräumen für die herzogliche Familie und deren Gäste – das sogenannte Ministerzimmer untergebracht, Sitz des Altenburgischen Staatsministers während der sommerlichen Aufenthalte des Hofes in Hummelshain.

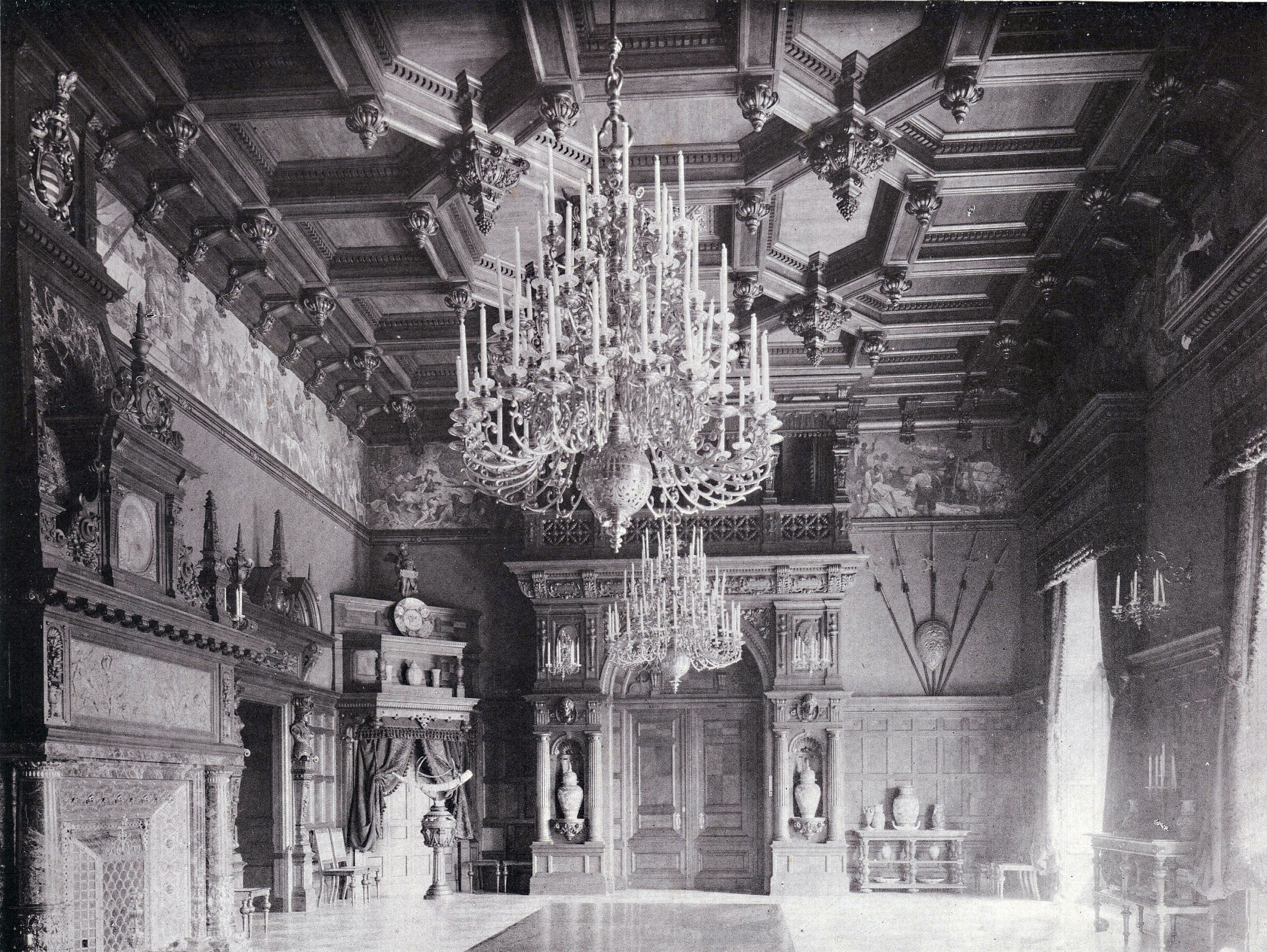
Der Festsaal (1897)
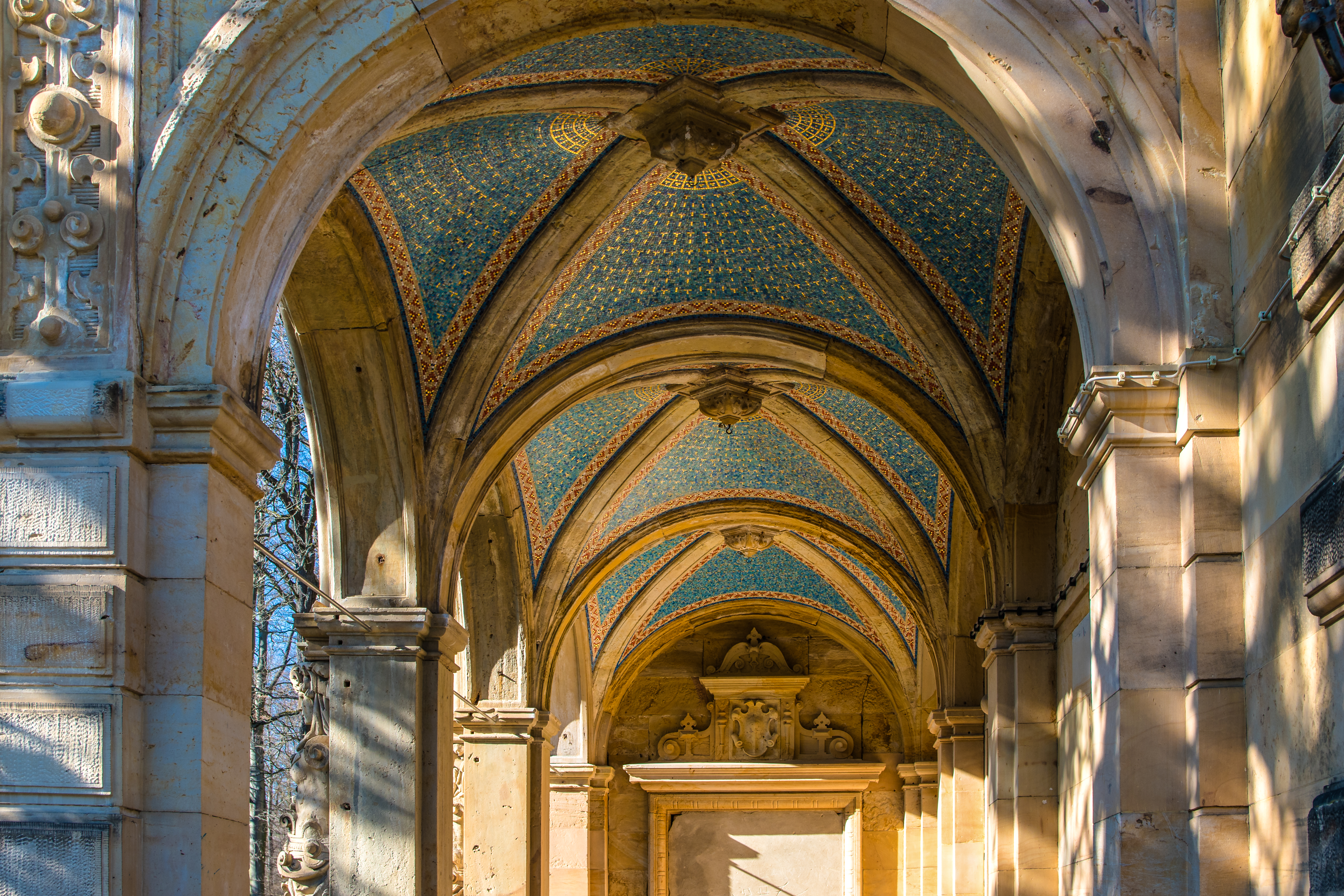
Kreuzgewölbe der Loggia des Westflügels (2020)
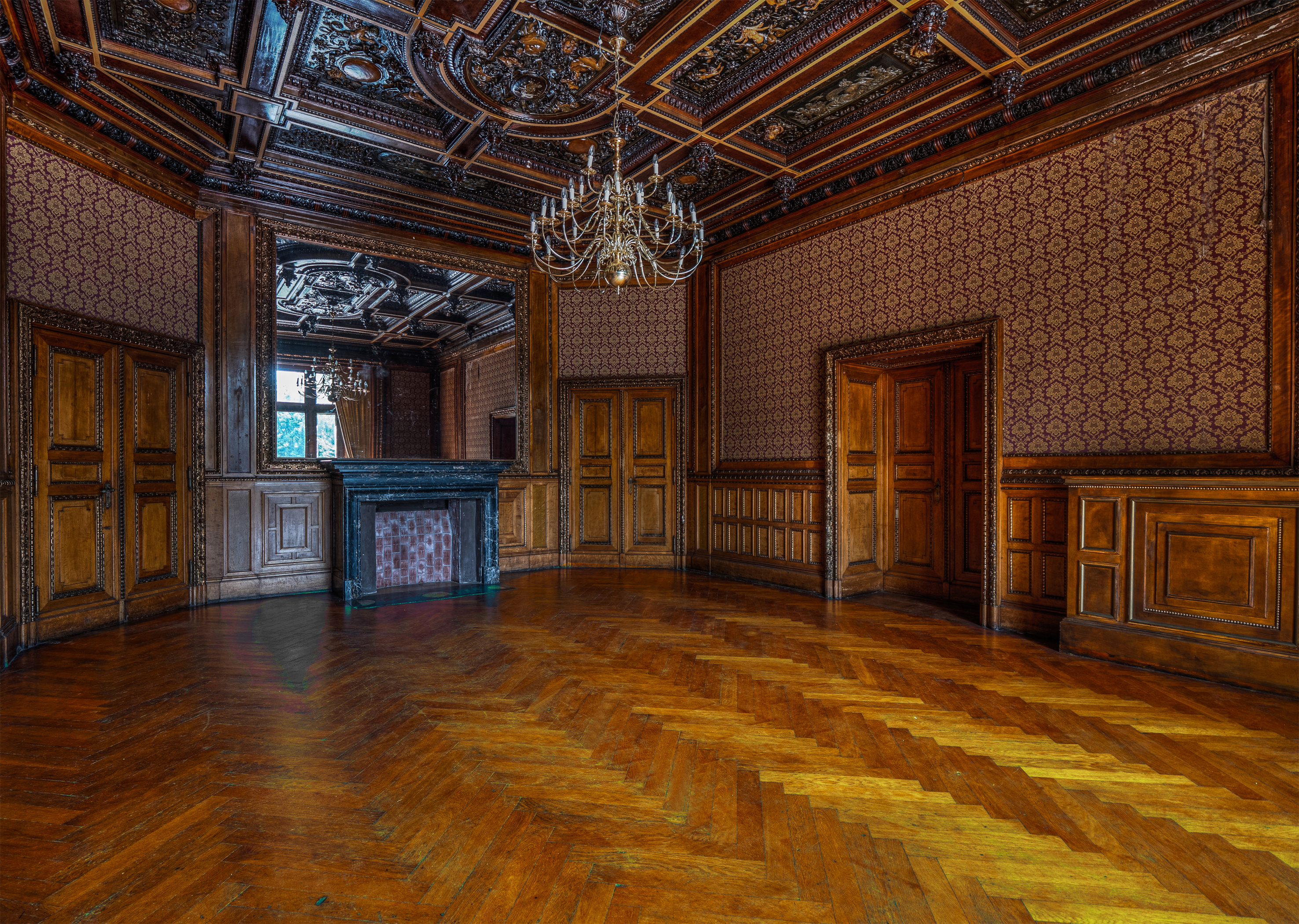
Der Spiegelsaal (2018)

## Kunst- und baugeschichtliche Rezeption
In der Zeit nach seiner Erbauung viel beachtet, geriet das Neue Schloss im 20. Jahrhundert als Baudenkmal völlig in Vergessenheit und wurde erst in jüngerer Zeit wiederentdeckt, respektive neu entdeckt. 1973 veröffentlichte Jill Lever in London einen Plan und vier Aufrisse des Neuen Schlosses in einem Sammlungskatalog des Royal Institute of British Architects. Bei dem Symposion "Der Historische Schloßbau in Mitteleuropa" 1973 unter Leitung der Wiener Kunsthistorikerin Renate Wagner-Rieger referierte Michael Bringmann über die Umbaupläne von Ihne und Stegmüller für das Alte Schloss Hummelshain, aus denen schließlich das Projekt eines Schlossneubaus erwuchs. Das Neue Schloss Hummelshain betrachtet er als Beispiel der Verwirklichung des „Prinzips des Malerischen“ im historistischen Schlossbau der zweiten Hälfte des 19. Jahrhunderts. 1985 beschäftigte sich Valentin W. Hammerschmidt mit dem Neuen Schloss Hummelshain. Er ordnet es in den späten Historismus ein und stellt Ähnlichkeiten mit den "verträumten und verzweifelten Fluchtwelten der Schlösser Ludwigs II. von Bayern" fest.
Erst nach der politischen Wende rückt das Neue Schloss umfassender in das Blickfeld von Forschung und Publizistik. 1993 zeigte Dieter Dolgner am Beispiel des Neuen Schlosses in Wort und Bild die Anwendung der deutschen Renaissance im Schlösser- und Villenbau. Während in den Vorkriegsausgaben von Georg Dehios „Handbuch der Deutschen Kunstdenkmäler“ die Hummelshainer Schlösser unerwähnt blieben und im „Kunstführer durch die DDR“ von Georg Pilz nur mit wenigen Worten erwähnt werden, erfolgte im von Stephanie Eißing und Franz Jäger bearbeiten „neuen Dehio“ 1998 eine fundierte Darstellung. Das Neue Schloss wird nun „als einer der bedeutendsten Bauten des Historismus in Thüringen“ beschrieben. 2000 legte Oliver Sander seine Dissertation vor, in der er die Rolle des Hummelshainer Schlossbaus im Gesamtwerk Ernst von Ihnes darstellt. 2004 schrieb Ernst Badstübner über die Stellung der Hummelshainer Schlösser in der Thüringer Schlösserlandschaft. Er bezeichnete es als "ein Bauwerk aus der Hochblüte des Historismus und zu den bedeutendsten in Thüringen zählend". Im selben Jahr lieferte Bertram Lucke mit "Deutsche Renaissance: Das Neue Schloss Hummelshain" die erste umfangreichere Darstellung und Wertung. Lucke vergleicht es mit zeitgleichen Bauten wie Schloss Drachenburg in Königswinter, Schloss Wernigerode und Schloss Friedrichshof in Kronberg im Taunus.
In ihrer kunstwissenschaftlichen Magisterarbeit von 2005 bezog Ulrike Schröder erstmals die im Staatsarchiv Altenburg vorhandenen umfangreichen Bauakten umfassend ein. 2007 stellten Hohberg/Hohberg die Hummelshainer Schlösser in den Kontext der seit dem ausgehenden Mittelalter bestehenden kurfürstlichen bzw. herzoglichen Jagd- und Sommerresidenz. Achim Preiß arbeitete in "Attribut märchenhaft – Einige Überlegungen zur Asymmetrie im Park des Neuen Schlosses Hummelshain" von 2014 u. a. die gesellschaftlichen Hintergründe der "märchenhaften" Hummelshainer Schlossarchitektur heraus.
2016 urteilte das Thüringer Landesamt für Denkmalpflege und Archäologie in einer Stellungnahme zur Aufnahme in das Denkmalpflegeprogramm "National wertvolle Kulturdenkmäler": "Gemessen an den kleinstaatlichen Dimensionen Thüringens königlich und angesichts der beteiligten Künstler und ausführenden Firmen hauptstädtisch, ist dem Neuen Schloss in Hummelshain auch aufgrund der außerordentlichen Meisterschaft der Ausführung von Bau und Ausstattung sowie aufgrund seines hohen bauzeitlichen Erhaltungsgrades ein exemplarischer Zeugniswert eigen. Es ist die Krone unter den vorgenannten Jagdpflege-Liegenschaften der Ernestiner, zählt zu den wichtigsten Baudenkmalen des Historismus in Thüringen und ist ein ebenbürtiges Glied in der nationalen und internationalen Kette historistischer Schlossneu- und -umbauten, das längst seinen Platz in der einschlägigen Literatur erhalten hat."

## Das Neue Schloss in Spiel- und Dokumentarfilmen
1982 begleitete der Dokumentarfilmer Roland Steiner die fünfzehnjährige Berliner Jugendliche Maika in den ersten vier Wochen nach ihrer Einweisung in den Jugendwerkhof im Neuen Schloss Hummelshain. Der Film Jugendzeit – Jugendwerkhof wurde zu DDR-Zeiten nicht aufgeführt und erst in der Nachwendezeit bekannt.
1996 wurde hier die Ossi-Wessi-Komödie Ein Schloss für Rita (Regie Susanne Zanke) gedreht. Die Geschichte war fast aus dem Leben gegriffen, sollte doch ein altes Schloss verkauft und einer sinnvollen Nutzung zugeführt werden, was im Film auch gelang.
1998 sendete der WDR die Filmdokumentation des WDR Hurra, die Gräfin kommt, oder wie der Osten geleimt wird, die auch unter dem Titel "Von Hongkong nach Hummelshain" gesendet wurde. Über mehrere Jahre hatte der Fernsehjournalist Imad Karim die vielfältigen Versuche der dubiosen Hummelshainer Schlossherrin verfolgt, sich durch obskure Versprechen und Täuschungen in den neuen Bundesländern eine Existenz zu schaffen.
2008 war das Schloss einer der Hauptdrehorte für die Filmproduktion Krupp. Eine deutsche Familie, ein dreiteiliges Geschichtsdrama über die Unternehmerfamilie. Das Neue Schloss diente als Kulisse für zahlreiche Szenen, die in der etwa zeitgleich gebauten Essener Villa Hügel spielen.
2010 drehte Autor und Regisseur Till Hastreiter im und am Schloss den englischsprachigen Mystery-Thriller The Forbidden Girl, deutsch Das verbotene Mädchen.
Ebenfalls 2010 war das Schloss Drehort für die Actionserie Lasko. Die Faust Gottes der Stuntfirma action conzept, eine Koproduktion von RTL und ORF.
2012 entstand der teils dokumentarische zweiteilige Spielfilm Die Reichsgründung / Die nervöse Großmacht von Bernd Fischerauer und Klaus Gietinger. Hauptgestalt des Films ist Otto von Bismarck, verkörpert von Torsten Münchow. Die zahlreichen Szenen, die in seinem Wohnsitz Schloss Friedrichsruh spielen, wurden im Neuen Schloss gedreht.
2014 schufen Michaela Schenk und Axel Hemmerling die Fernsehdokumentation Warten auf den Prinzen? – Das Schlössermonopol, der am 19. November 2014 in der Sendereihe "Exakt – Die Story" im MDR-Fernsehen lief. Darin demonstrieren sie u. a. am Beispiel des Hummelshainer Schlosses die Probleme von Denkmalseigentümern ohne ausreichende finanzielle Mittel und zeigen die beschränkten Möglichkeiten der öffentlichen Hand, die Erhaltung von Denkmalen durchzusetzen. 2015 erhielten die Journalisten dafür den Deutschen Preis für Denkmalschutz.

## Aktuelle Situation

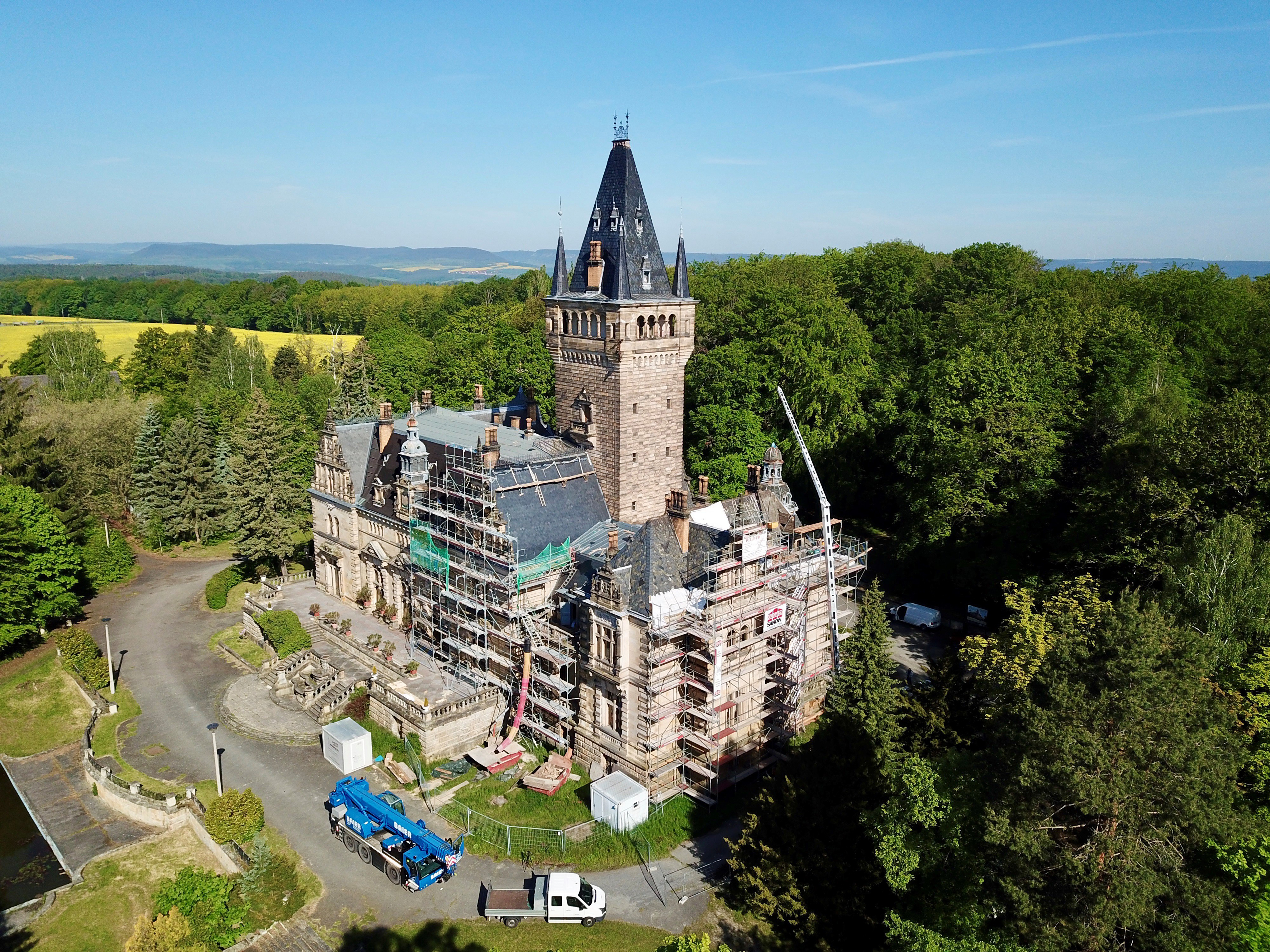
Das Neue Schloss, Baustellensituation (2021)

2011 hatte der seit 1998 bestehende Förderverein Schloss Hummelshain e.V. in einem Offenen Brief auf die kritische Situation des Schlosses aufmerksam gemacht. 2015 veranlasste der Verein eine umfassende Bauzustandsuntersuchung durch das Leipziger Ingenieurbüro Dischereit & Partner, die zum Ergebnis kam: „Aufgrund fehlender bzw. ungeeigneter Instandsetzungs- und Renovierungsmaßnahmen entstanden in den letzten Jahren und Jahrzehnten am Schlossgebäude Schädigungen, die bereits ein bedrohliches Ausmaß angenommen haben.“ Um das Fortschreiten der Schäden zu verhindern, beantragte der Verein auf Grundlage eines 2015 mit der Eigentümergesellschaft abgeschlossenen Geschäftsbesorgungsvertrages Denkmalpflegemittel und veranlasste erste Sicherungsmaßnahmen.
Nach Aufnahme des Neuen Schlosses in das Denkmalpflegeprogramm des Bundes "National wertvolle Kulturdenkmäler" begann der Förderverein 2017 mit der Sanierung der stark geschädigten Dachlandschaft, für die Bundes- und Landesmittel in Höhe von 1,53 Millionen Euro zur Verfügung stehen, verteilt auf fünf Jahre. Mehrfach informierten sich Landespolitiker wie Kulturminister Benjamin-Immanuel Hoff und Ministerpräsident Bodo Ramelow vor Ort über die schwierige Situation des Baudenkmals. 2019 wurde der Befall mit dem Echten Hausschwamm entdeckt, entstanden durch die seit Jahren voranschreitende Durchfeuchtung des Bauwerks. Zusätzlich zum 4. Bauabschnitt der Dacharbeiten begann 2021 die Schwammsanierung durch eine Spezialfirma.
Seit 2018 berichtet der Förderverein in einem digitalen Bautagebuch über die Arbeiten am Schloss. Für seine Bemühungen um die Rettung des Baudenkmals wurde der Förderverein 2019 mit dem „Thüringischen Denkmalschutzpreis“ ausgezeichnet. Zu den Eigentumsverhältnissen des Schlosses gab es in den letzten Jahren mehrere Gerichtsverfahren, worüber Medien als „Thüringer Immobilienkrimi“. berichteten, doch die prekäre Eigentumssituation besteht unverändert fort

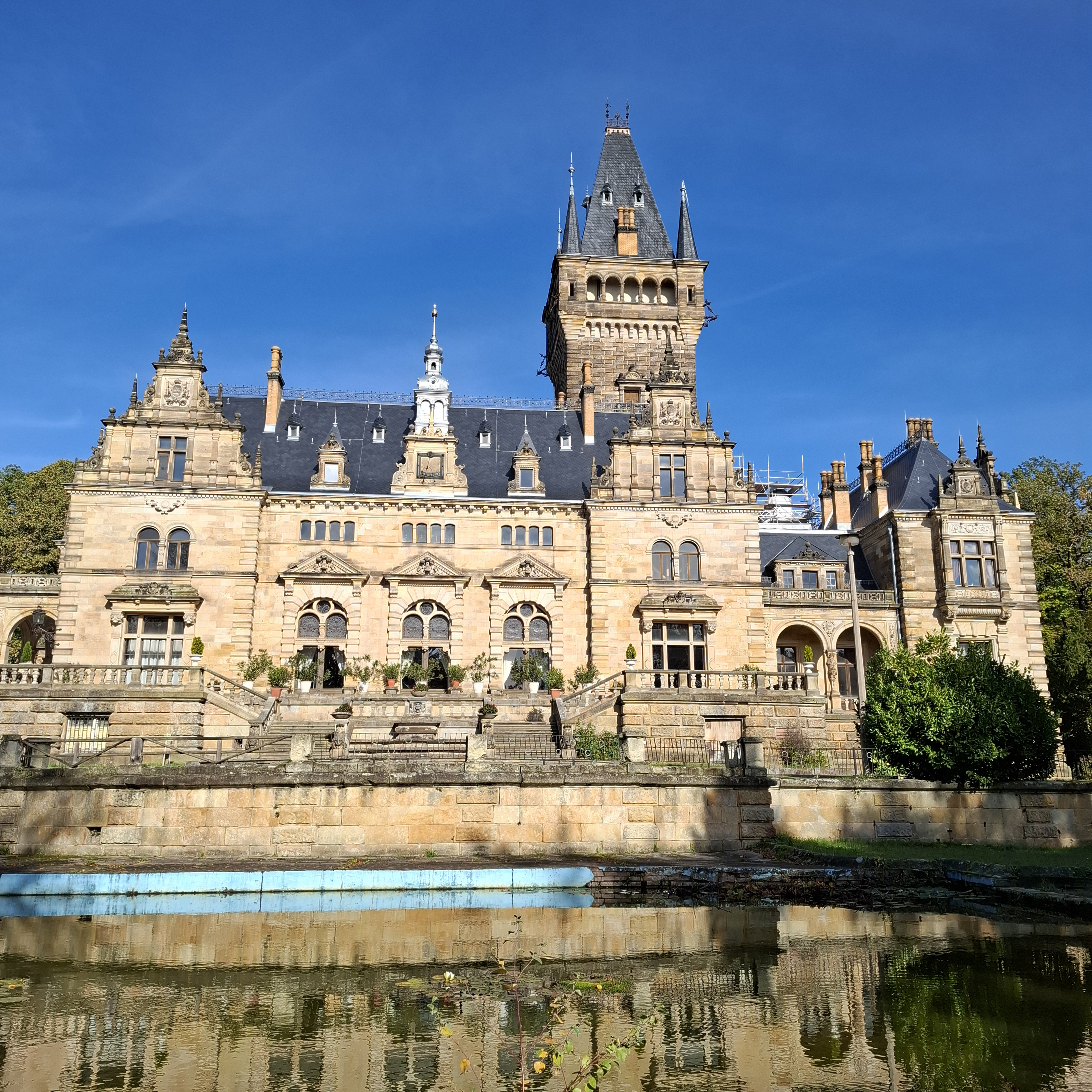
Baustellensituation Oktober 2024

Mit Unterstützung eines Fördervereins ist zum Stand Oktober 2024 die Außensanierung einschließlich des Schieferdachs fortgeschritten. Die Behebung von Wasserschäden und Restaurierung der Friese im Saal hat begonnen. Im Außenbereich werden die Ruinen des Jugendwerkhofs abgerissen und als Parkflächen renaturiert.